# 모션 센서

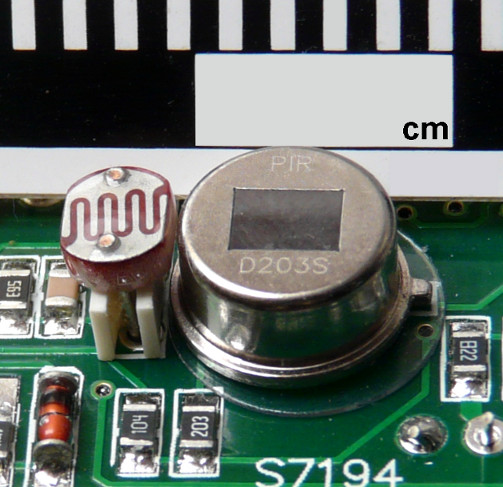
집적 회로에 부착된 수동 적외선 감지기(오른쪽)

모션 센서(motion detector or motion sensor) 또는 동작감지센서는 물체의 동작인식처럼 단순한 반응에서부터 인간의 섬세한 표정까지 감지하는 전자장치를 아울러 가리킨다.
물체의 움직임과 위치를 인식하여 입력하는 센서는 다양하고 복잡한 센서들과 이러한 센서들로부터 수집되는 데이터를 입력 및 분석하는 소프트웨어적인 처리가 요구된다.
'동작감지 전등', '움직임 인식 카메라'처럼 일상생활뿐만아니라 게임, 영화 및 산업 전반에 걸쳐 실용화되어있다.

## 같이 보기
- 키넥트
- Wii 리모컨
- 모션캡처
- 로봇팔

## 참고
- 한국전력 블로그 굿모닝 KEPCO! 보관됨 2019-01-09 - 웨이백 머신 - [미리 보는 모션센서의 미래]
- 멀티위